# Los Angeles County Museum of Art

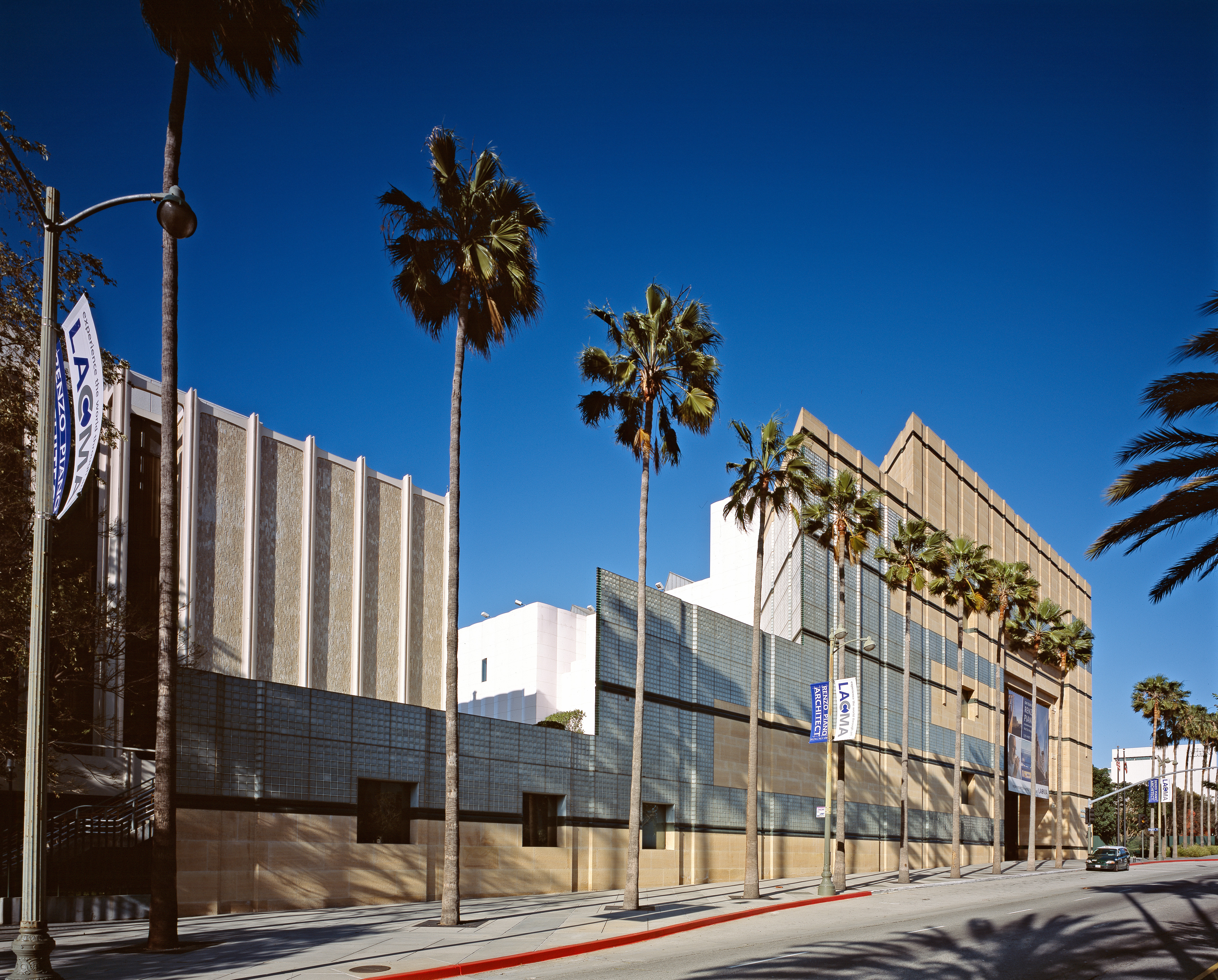
Los Angeles County Museum of Art

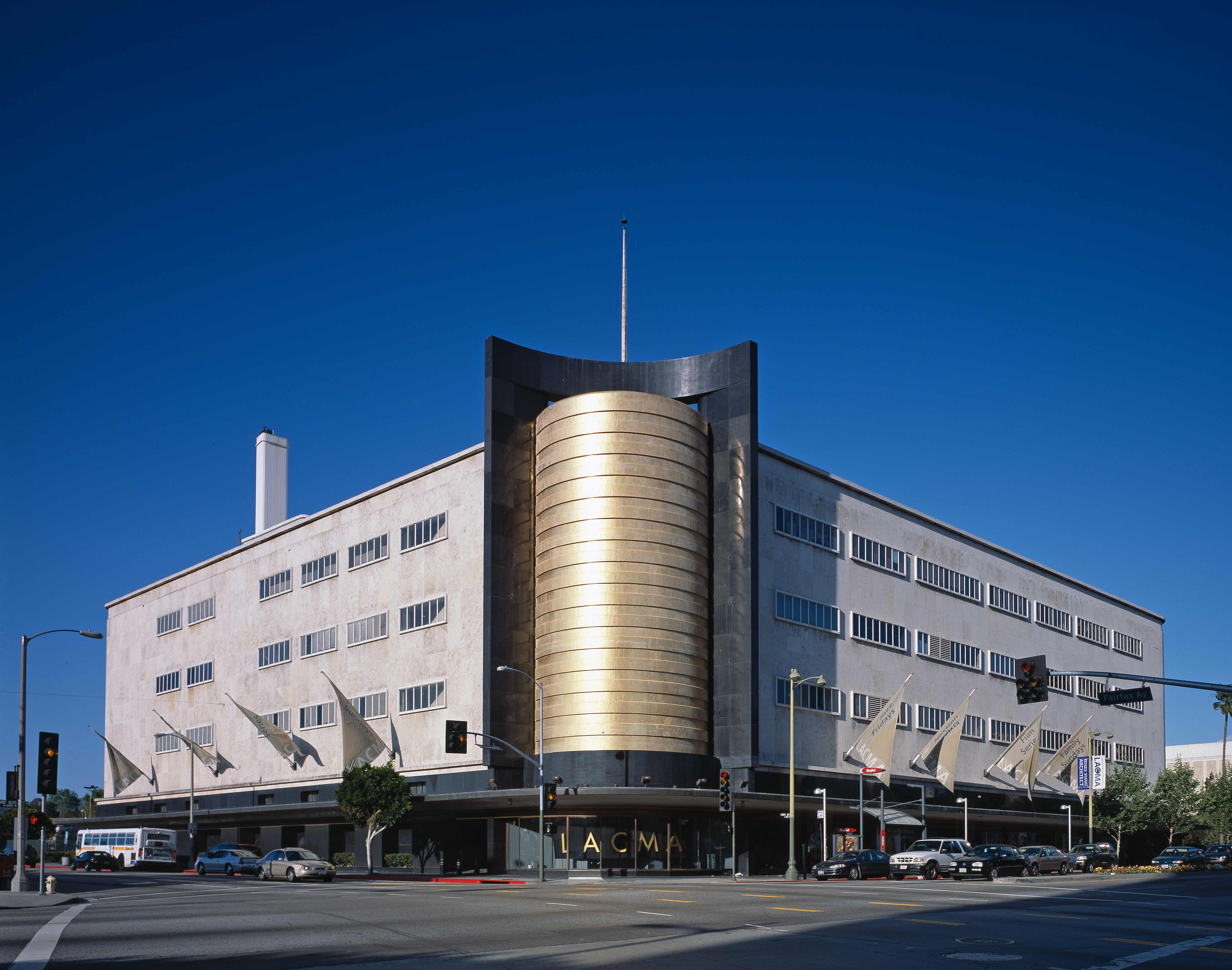
LACMA West, den tidigare May Department Stores-byggnaden vid korsningen Wilshire Boulevard/Fairfax Avenue

Los Angeles County Museum of Art (LACMA) är ett amerikanskt konstmuseum i Los Angeles i Kalifornien i USA.
Los Angeles County Museum of Art är det största konstmuseet i västra delen av USA, med en samling på drygt 100.000 verk.

## Historik
Los Angeles County Museum of Art bildades som självständigt museum 1961, efter att tidigare varit en del av Los Angeles Museum of History, Science and Art, vilket i sin tur grundades 1910. Det har funnits i sina nuvarande lokaler vid 5905 Wilshire Boulevard sedan 1965.
Museet byggdes i en liknande stil som Lincoln Center for the Performing Arts i New York och Los Angeles Music Center och ritades av William Pereira. En utbyggnad, som ritades av Hardy, Holzman, Pfeiffer Associates, öppnades 1986 och en byggnad för japansk konst, ritad av Bruce Goff, invigdes 1988. År 1994 köpte museet den bredvidliggande  May Department Stores-byggnaden, vilken invigdes som utställningsbyggnad 1998. Med början 2004 startade en än nu inte helt genomförd omgestaltning av museiområdet i tre etapper efter planer av Renzo Piano.   

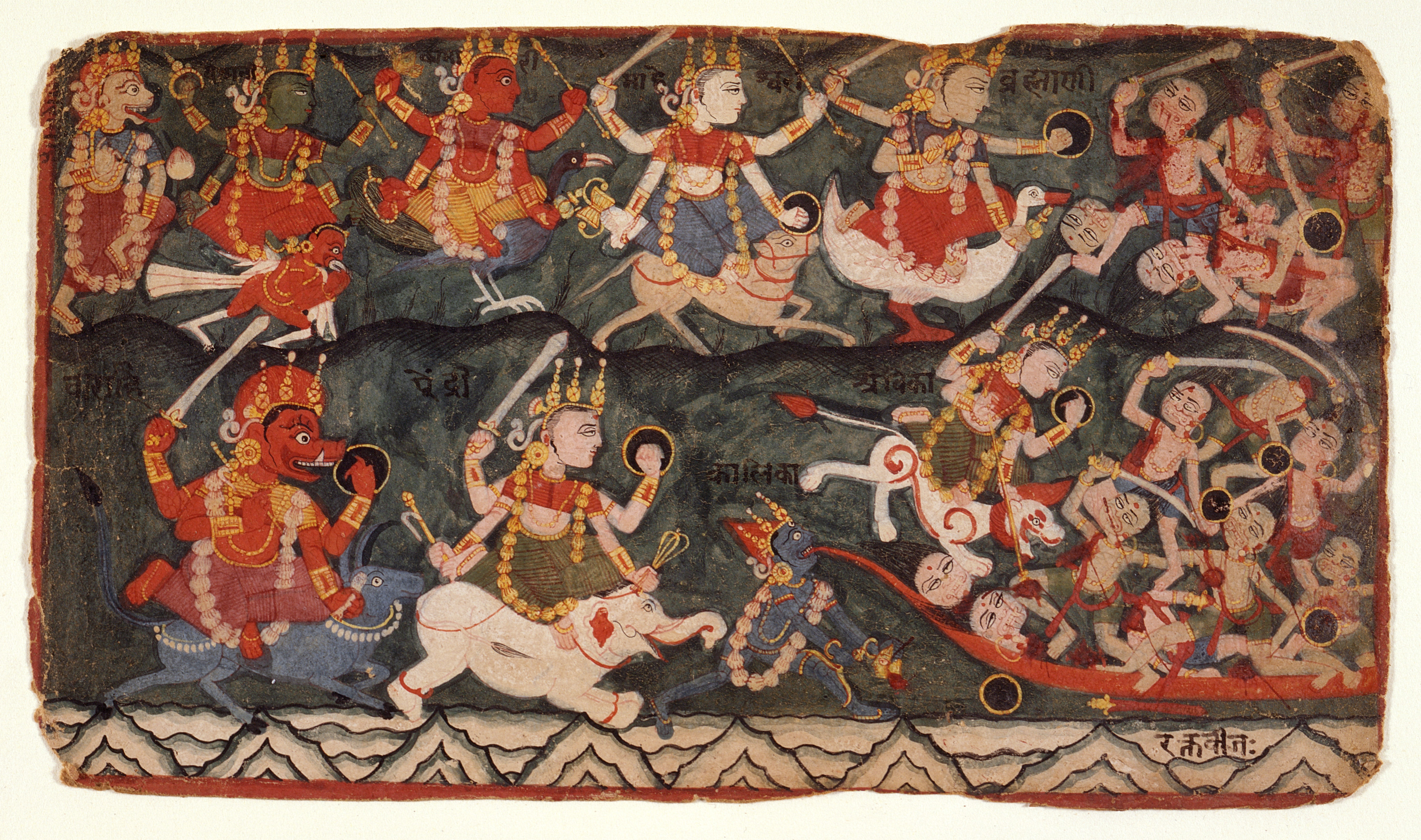
En målning från 1700-talet av den hinduiska gudinnorna Matrikas, som kämpar mot demoner

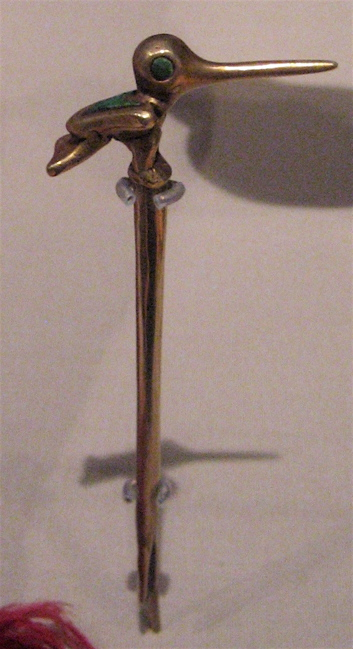
Föremål med huvud i form av en kolibri, 1250-1470 från Inkariket i Peru

## Permanenta installationer (i urval)
- Retrospective Column av Robert Graham, brons, 1981
- Hello Girls av Alexander Calder, mobil i tre delar, 1965
- Smoke av Tony Smith, svartmålad aluminium, 1967
- Band av Richard Serra
- Urban light av Chris Burden, gatlyktor i gjutjärn från olika områden runt Los Angeles, 2008
- Levitated Mass av Michael Heizer är det senaste stora projektet på museet. I februari-mars 2012 flyttades ett klippblock på 340 ton från ett stenbrott i Riverside County till museet för att läggas tvärs över ett 135 meter långt gångstråk i ett dike.